# Mahotella Queens
Mahotella Queens är en vokalgrupp från Johannesburg i Sydafrika med enbart kvinnliga medlemmar. Gruppen bildades 1964 av musikproducenten Rupert Bopape som såg potentialen i ett band med kvinnor och stark stämsång. 
Mahotella Queens spelade in hundratals skivor på 1960-talet varav många hitlåtar men den internationella karriären tog inte fart förrän senare. Från början bestod gruppen av fem sångerskor ledda av Hilda Tloubatla. De tog några sabbatsår på 1970-talet för att ägna sig åt sina familjer och när de återuppstod 1984 hade gruppen reducerats till tre. Mahotella Queens har bytt medlemmar vid flera tillfällen sedan dess, men Hilda Tloubatla är fortfarande kvar.
Mahotella Queens gjorde med sitt kompband den urbana musiken mbaqanga känd i hela världen. Med en speciell blandning av traditionell sydafrikansk musik, jazz och rytmisk gitarr skapade de sydafrikansk musikhistoria. De turnerade i Sydafrika under apartheidtiden och från slutet av 1980-talet även i Europa och USA. År 2000 utsågs gruppen till World Music Artist of the Year på WOMEX i Berlin.
Mahotella Queens sjöng på Urkultfestivalen i Näsåker 2019.